# Concerto pour piano no 3 de Kabalevski
Pour un article plus général, voir Concerto pour piano.
Pour les articles homonymes, voir Concerto pour piano (homonymie).
Le Concerto pour piano nº 3 en ré majeur, op. 50 (sous titré Jeunesse) est le troisième des Concertos pour piano écrit par Dmitri Kabalevski. Il a été écrit en 1952 et est dédié à tous les jeunes interprètes de l'Union soviétique et créé à Moscou le 1er février 1953 par Vladimir Ashkenazy, sous la direction du compositeur. Cette pièce ensoleillée et mélodieuse parvient à combiner l'efficace pyrotechnie pianistique avec l'intériorité de certains passages, permettant aux étudiants d'exprimer toute la palette de leur technique.
Le concerto comporte trois mouvements :
- I. Allegro molto
- II. Andante con moto
- III. Presto

Le mouvement initial commence par une fanfare de trompettes dramatique, suivie par une écriture pianistique tourbillonnante qui le rapproche des plus grands concertos pour piano de Tchaïkovski et de Rachmaninov. Il y a une cadence centrale dramatique avant le retour du thème d'ouverture, le mouvement se terminant par la même fanfare courte.
Le deuxième mouvement commence en sol mineur dans un style beaucoup plus austère, avec des notes aux cordes en pizzicato sur lequel une mélodie est jouée en octaves au piano. Il y a une section chatoyante centrale à un rythme plus rapide qui se déplace à travers différentes tonalités majeures avant que le thème mineur du début ne réapparaisse, mais cette fois accompagné par un forte de l'orchestre au complet. L'atmosphère calme du début revient finalement à la fin de ce mouvement.
Le dernier mouvement commence à une vitesse vertigineuse, qui est brièvement interrompue en son milieu par une petite marche. Juste avant la fin, une mélodie romantique déjà entendue dans le premier mouvement est jouée à plein volume avant que le concerto ne s'achève par une coda prestissimo.
L'œuvre utilise des thèmes déjà présents dans la Rhapsodie pour piano et orchestre op.75 (thème de la chanson «Années d'école»).